# Ivan Mušković
Ivan Mušković (Muskovich) (Veliki Borištof, 28. kolovoza, 1848. – Hrvatski Židan, 31. kolovoza, 1930.) gradišćanski hrvatski je pisac, pjesnik i katolički svećenik.
Postao je svećenik u Juri (Győr), zaređen 30. kolovoza 1871., 1876. godine je došao, kao svećenik u Hrvatski Židan kod Kisega (Kőszeg). Pisao je pobožne stihove protiv prvog svjetskog rata. Mušković se zalagao da se uvede gradišćanskohrvatski pravopis hrvatskoga jezikoslovca Ljudevita Gaja.
Pod pseudonimom Plet pisao je članke za tjednik Naše novine. U kalendaru svete familije, čiji član uredništva je bio, bavio se vjerskom tematikom. U kalendaru, koji je bio jako obljubljen kod ljudi, pisao je članke o svetcima i izdao dvije knjižice o životima svetaca. S Martinom Meršićem Miloradićem i drugim suradnicima Ivan Mušković je prevodio s mađarskoga školske knjige za vjeronauk.
Umro je u crkvi usred propovijedi.

## Djela
- Prirodopis za hèrvatske škole gjurske biškupije (1880.)
- Pelde Bogu zaprijetne dice (1883.)
- Je li ples pogibelan? (1883.)
- Rimsko-Katoličanski mali katekizmuš (1908.)
- Rimsko-Katoličanski početni katekizmus s pervim naukom iz Svetoga Pisma (1908.)
- Mala Biblia ili Sveta Pripetenja Staroga i Novoga Zakona za katoličanske školare 3-6 razreda (1912.)
- Sveti Ivan Berhmans (1917.)
- Sveta Terezija od Maloga Jezuša (1930.)